# Pax engediensis
Pax engediensis là một loài nhện trong họ Zodariidae.
Loài này thuộc chi Pax. Pax engediensis được Gershom Levy miêu tả năm 1990.